# Hirrlingen
Hirrlingen je německá samosprávná obec v okrese Tübingen ve spolkové zemi Bádensko-Württembersko. Nachází se 9 km jihozápadně od města Rottenburg am Neckar a přibližně 9 km severozápadně od města Hechingen na okraji chráněné krajinné oblasti Rammert.
První písemná zmínka o obci pochází z roku 1091, kdy je uváděna v listině kláštera Allerheiligen ve švýcarském Schaffhausenu. Kolem roku 1100 se objevují první historické prameny o rodu pánů z Hirrlingenu.

## Pamětihodnosti
- Barokní kostel z 18. století
- Zámek ze 16. století

## Partnerská města
- Hajos – od roku 1982
- Minerbio – od roku 1988